# Correa aemula
Correa aemula là một loài thực vật có hoa trong họ Cửu lý hương. Loài này được (Lindl.) F.Muell. mô tả khoa học đầu tiên năm 1858.